# Llista de primers ministres d'Albània

Escut d'Albània.

El primer ministre d'Albània (en albanès: Kryeministri i Shqipërisë) és el cap de govern de la República d'Albània i la persona més poderosa i influent de política albanesa. El primer ministre té el poder executiu de la nació i representa el Consell de Ministres i presideix les seves reunions.
El primer ministre és nomenat pel president d'Albània després de cada elecció general i ha de comptar amb la confiança del Parlament d'Albània per mantenir-se en el càrrec. El Consell és l'encarregat de dur a terme les polítiques tant exteriors com interiors. Dirigeix i controla les activitats dels ministeris i altres òrgans estatals. La Constitució d'Albània no estableix cap límit quant als mandats del primer ministre.
Aquesta llista només compren los primers ministres des de 1912.
| Govern provisional (1912–1914)                                                     | Govern provisional (1912–1914) | Govern provisional (1912–1914) | Govern provisional (1912–1914) | Govern provisional (1912–1914) | Govern provisional (1912–1914) | Govern provisional (1912–1914)       | Govern provisional (1912–1914) |
| #                                                                                  | #                              | Nom                            | Nom                            | Inici                          | Fi                             | Partit                               |                                |
| ---------------------------------------------------------------------------------- | ------------------------------ | ------------------------------ | ------------------------------ | ------------------------------ | ------------------------------ | ------------------------------------ | ------------------------------ |
| Primer ministre                                                                    |                                |                                |                                |                                |                                |                                      |                                |
|                                                                                    | 1                              | Ismail Qemali Bej              |                                | 29 de novembre de 1912         | 22 de gener de 1914            | sense partit                         |                                |
|                                                                                    | 2                              | Fejzi Alizoti                  |                                | 22 de gener de 1914            | 7 de març de 1914              | sense partit                         |                                |
| Principat d'Albània (1914–1925)                                                    |                                |                                |                                |                                |                                |                                      |                                |
| Primer ministre                                                                    |                                |                                |                                |                                |                                |                                      |                                |
|                                                                                    | 3                              | Turhan Pasha Përmeti           |                                | 7 de març de 1914              | 3 de setembre de 1914          | sense partit                         |                                |
|                                                                                    | 4                              | Esat Pashë Toptani             |                                | 5 d'octubre de 1914            | 24 de febrer de 1916           | sense partit                         |                                |
| No va haver-hi primer ministre entre 24 de febrer de 1916 i 25 de desembre de 1918 |                                |                                |                                |                                |                                |                                      |                                |
|                                                                                    | (3)                            | Turhan Pasha Përmeti           |                                | 25 de desembre de 1918         | 29 de gener de 1920            | sense partit                         |                                |
| Estat d'Albània (1920–1928)                                                        |                                |                                |                                |                                |                                |                                      |                                |
| Primer ministre                                                                    |                                |                                |                                |                                |                                |                                      |                                |
|                                                                                    | 5                              | Sulejman Bej Delvina           |                                | 30 de gener de 1920            | 14 de novembre de 1920         | sense partit                         |                                |
|                                                                                    | 6                              | Iliaz Bej Vrioni               |                                | 19 de novembre de 1920         | 16 d'octubre de 1921           | sense partit                         |                                |
|                                                                                    | 7                              | Pandeli Evangjeli              |                                | 16 d'octubre de 1921           | 6 de desembre de 1921          | sense partit                         |                                |
|                                                                                    | —                              | Qazim Koculi                   |                                | 6 de desembre de 1921          | 7 de desembre de 1921          | sense partit                         |                                |
|                                                                                    | 8                              | Hasan Bej Prishtina            |                                | 7 de desembre de 1921          | 12 de desembre de 1921         | sense partit                         |                                |
|                                                                                    | —                              | Idhomene Kosturi               |                                | 12 de desembre de 1921         | 24 de desembre de 1921         | sense partit                         |                                |
|                                                                                    | 9                              | Omer Pasha Vrioni              |                                | 30 de desembre de 1921         | gener 1922                     | sense partit                         |                                |
|                                                                                    | 10                             | Xhafer Bej Ypi                 |                                | gener 1922                     | 26 de desembre de 1922         | Partia Popullore                     |                                |
|                                                                                    | 11                             | Ahmet Zogu                     |                                | 26 de desembre de 1922         | 25 de febrer de 1924           | Partit Conservador                   |                                |
|                                                                                    | 12                             | Shefqet Bej Vërlaci            |                                | 30 de març de 1924             | 27 de maig de 1924             | Partit Progressista                  |                                |
|                                                                                    | (6)                            | Iliaz Bej Vrioni               |                                | 27 de maig de 1924             | 10 de juny de 1924             | sense partit                         |                                |
|                                                                                    | 13                             | Fan S. Noli                    |                                | 16 de juny de 1924             | 23 de desembre de 1924         | Partit Liberal                       |                                |
|                                                                                    | (6)                            | Iliaz Bej Vrioni               |                                | 24 de desembre de 1924         | 5 de gener de 1925             | sense partit                         |                                |
|                                                                                    | (11)                           | Ahmet Zogu                     |                                | 6 de gener de 1925             | 31 de gener de 1925            | Partit Conservador                   |                                |
|                                                                                    | (11)                           | Ahmet Zogu                     |                                | 31 de gener de 1925            | 1 de setembre de 1928          | Partit Conservador                   |                                |
| Regne d'Albània (1928–1939)                                                        |                                |                                |                                |                                |                                |                                      |                                |
| Primer ministre                                                                    |                                |                                |                                |                                |                                |                                      |                                |
|                                                                                    | 14                             | Kostaq Kota                    |                                | 5 de setembre de 1928          | 5 de març de 1930              | sense partit                         |                                |
|                                                                                    | (7)                            | Pandeli Evangjeli              |                                | 6 de març de 1930              | 16 d'octubre de 1935           | sense partit                         |                                |
|                                                                                    | 15                             | Mehdi Bej Frashëri             |                                | 22 d'octubre de 1935           | 9 de novembre de 1936          | sense partit                         |                                |
|                                                                                    | (14)                           | Kostaq Kota                    |                                | 9 de novembre de 1936          | 8 d'abril de 1939              | sense partit                         |                                |
| Ocupació italiana (1939-1943)                                                      |                                |                                |                                |                                |                                |                                      |                                |
| Primer ministre                                                                    |                                |                                |                                |                                |                                |                                      |                                |
|                                                                                    | (12)                           | Shefqet Bej Vërlaci            |                                | 12 d'abril de 1939             | 4 de desembre de 1941          | Partia Fashiste Shqiptare (feixiste) |                                |
|                                                                                    | 16                             | Mustafa Merlika-Kruja          |                                | 4 de desembre de 1941          | 19 de gener de 1943            | Partia Fashiste Shqiptare (feixiste) |                                |
|                                                                                    | 17                             | Eqrem Bej Libohova             |                                | 19 de gener de 1943            | 13 de febrer de 1943           | Partia Fashiste Shqiptare (feixiste) |                                |
|                                                                                    | 18                             | Maliq Bushati                  |                                | 13 de febrer de 1943           | 12 de maig de 1943             | Partia Fashiste Shqiptare (feixiste) |                                |
|                                                                                    | (17)                           | Eqrem Bej Libohova             |                                | 12 de maig de 1943             | 9 de setembre de 1943          | Partia Fashiste Shqiptare (feixiste) |                                |
| Ocupació alemanya (1943-1944)                                                      |                                |                                |                                |                                |                                |                                      |                                |
| Primer ministre                                                                    |                                |                                |                                |                                |                                |                                      |                                |
|                                                                                    | 19                             | Ibrahim Bej Biçakçiu           |                                | 25 de setembre de 1943         | 24 d'octubre de 1943           | Balli Kombëtar                       |                                |
|                                                                                    | (15)                           | Mehdi Bej Frashëri             |                                | 24 d'octubre de 1943           | 3 de novembre de 1943          | Balli Kombëtar                       |                                |
|                                                                                    | 20                             | Rexhep Bej Mitrovica           |                                | 4 de novembre de 1943          | 18 de juliol de 1944           | Balli Kombëtar                       |                                |
|                                                                                    | 21                             | Fiqri Dine                     |                                | 18 de juliol de 1944           | 29 d'agost de 1944             | Balli Kombëtar                       |                                |
|                                                                                    | (19)                           | Ibrahim Bej Biçakçiu           |                                | 29 d'agost de 1944             | 28 de novembre de 1944         | Balli Kombëtar                       |                                |
| República Socialista d'Albània (1944-1991)                                         |                                |                                |                                |                                |                                |                                      |                                |
| President del Consell de Ministres                                                 |                                |                                |                                |                                |                                |                                      |                                |
|                                                                                    | 22                             | Enver Hoxha                    |                                | 22 d'octubre de 1944           | 19 de juliol de 1954           | Partia Komuniste e Shqipërisë        |                                |
| Partia e Punës e Shqipërisë                                                        | 22                             | Enver Hoxha                    |                                | 22 d'octubre de 1944           | 19 de juliol de 1954           |                                      |                                |
|                                                                                    | 23                             | Mehmet Shehu                   |                                | 20 de juliol de 1954           | 17 de desembre de 1981         | Partia e Punës e Shqipërisë          |                                |
|                                                                                    | 24                             | Adil Çarçani                   |                                | 18 de desembre de 1981         | 22 de febrer de 1991           | Partia e Punës e Shqipërisë          |                                |
| República d'Albània (1991-actualitat)                                              |                                |                                |                                |                                |                                |                                      |                                |
| Primer ministre                                                                    |                                |                                |                                |                                |                                |                                      |                                |
|                                                                                    | 25                             | Fatos Nano                     |                                | 22 de febrer de 1991           | 5 de juny de 1991              | Partia Socialiste e Shqipërisë       |                                |
|                                                                                    | 26                             | Ylli Bufi                      |                                | 5 de juny de 1991              | 10 de desembre de 1991         | Partia Socialiste e Shqipërisë       |                                |
|                                                                                    | 27                             | Vilson Ahmeti                  |                                | 10 de desembre de 1991         | 13 d'abril de 1992             | sense partit                         |                                |
|                                                                                    | 28                             | Aleksandër Meksi               |                                | 13 d'abril de 1992             | 11 de març de 1997             | Partia Demokratike e Shqipërisë      |                                |
|                                                                                    | 29                             | Bashkim Fino                   |                                | 11 de març de 1997             | 24 de juliol de 1997           | Partia Socialiste e Shqipërisë       |                                |
|                                                                                    | (25)                           | Fatos Nano                     |                                | 24 de juliol de 1997           | 2 d'octubre de 1998            | Partia Socialiste e Shqipërisë       |                                |
|                                                                                    | 30                             | Pandeli Majko                  |                                | 2 d'octubre de 1998            | 29 d'octubre de 1999           | Partia Socialiste e Shqipërisë       |                                |
|                                                                                    | 31                             | Ilir Meta                      |                                | 29 d'octubre de 1999           | 22 de febrer de 2002           | Partia Socialiste e Shqipërisë       |                                |
|                                                                                    | (30)                           | Pandeli Majko                  |                                | 22 de febrer de 2002           | 31 de juliol de 2002           | Partia Socialiste e Shqipërisë       |                                |
|                                                                                    | (25)                           | Fatos Nano                     |                                | 31 de juliol de 2002           | 11 de setembre de 2005         | Partia Socialiste e Shqipërisë       |                                |
|                                                                                    | 32                             | Sali Berisha                   |                                | 11 de setembre de 2005         | 15 de setembre de 2013         | Partia Demokratike e Shqipërisë      |                                |
|                                                                                    | 33                             | Edi Rama                       |                                | 15 de setembre de 2013         | actualitat                     | Partia Socialiste e Shqipërisë       |                                |